# Abrothrix illuteus
Abrothrix illuteus е вид гризач от семейство Хомякови (Cricetidae). Възникнал е преди около 0,0117 млн. години по времето на периода кватернер. Видът е почти застрашен от изчезване.

## Разпространение
Разпространен е в Аржентина.

## Описание
Теглото им е около 47,8 g.
Популацията на вида е намаляваща.